# Các vụ nổ súng tại Midi-Pyrénées 2012

Các vụ nổ súng tại Midi-Pyrénées 2012

Các vụ nổ súng tại Midi-Pyrénées 2012 là một loạt ba vụ tấn công súng nhắm mục tiêu quân Pháp và dân thường Do Thái, trong các thành phố của Montauban và Toulouse trong vùng Midi-Pyrénées của Pháp. Tổng số đã có bảy người thiệt mạng, cộng với thủ phạm và năm người khác bị thương, ba trọng thương. Cảnh sát xác định thủ phạm là Hồi giáo ở Pháp 23 tuổi tên là Mohammed Merah, kẻ đã tuyên bố quan hệ với nhóm chiến binh Hồi giáo al-Qaeda, mặc dù mối quan hệ này đang gây tranh cãi. Trong một trận vây ráp vào ngày 22 tháng 3, thủ phạm đã bị bắn và giết chết bởi các đơn vị chiến thuật đặc biệt hoạt động của cảnh sát pháp RAID..
Cuộc tấn công đầu tiên xảy ra vào ngày 11 tháng 3, khi một người lính dù Pháp, Master Sergeant Imad Ibn-Ziaten, cũng là một tín đồ Hồi giáo Pháp, đã bị bắn chết bên ngoài một phòng tập thể dục tại Toulouse. Vụ thứ hai xảy ra vào ngày 15 tháng 3, trong đó có hai binh sĩ mặc đồng phục, hạ sĩ Abel Chennouf, và binh nhì Mohamed Legouad, đã thiệt mạng và một người bị thương nặng trong một trung tâm mua sắm ở Montauban. Ngày 19 tháng 3, một cuộc tấn công tiếp tục xảy ra tại trường Hatorah Ozar ngày của người Do Thái, nơi bốn người (trong đó có ba trẻ em) đã thiệt mạng. Tay súng chạy trốn trên một chiếc xe gắn máy.
Sau các vụ nổ súng, chính phủ Pháp đã tăng Vigipirate, cảnh báo khủng bố của Pháp, trong vùng Midi-Pyrénées, và một vài tỉnh xung quanh, lên mức cao nhất Nhiều chính phủ trên khắp thế giới lên án các cuộc tấn công..